# Валя Колоницей
Валя Колоницей (рум. Valea Coloniței) — село в Криулянском районе Молдавии. Наряду с сёлами Долинное и Валя Сатулуй входит в состав коммуны Долинное.

## География
Село расположено на высоте 78 метров над уровнем моря.

## Население
По данным переписи населения 2004 года, в селе Валя Колоницей проживает 147 человек (61 мужчина, 86 женщин).
Этнический состав села:
| Национальность | Число жителей | Процентный состав |
| -------------- | ------------- | ----------------- |
| украинцы       | 92            | 62,59             |
| молдаване      | 42            | 28,57             |
| русские        | 12            | 8,16              |
| гагаузы        | 1             | 0,68              |
| Всего          | 147           | 100 %             |